# Carlos González Echegaray
Carlos González Echegaray (Santander, 1921-Madrid, 1 de diciembre de 2013) fue un reconocido bibliógrafo y africanista, fue además filólogo, historiador y vascólogo. Fue miembro del Instituto Fernando el Católico, del Instituto de Estudios Africanos del Consejo Superior de Investigaciones Científicas (CSIC), de la Sociedad Vascongada de Amigos del País y de la Junta de Cultura de Vizcaya. Fue presidente (1980-1999) y Presidente de Honor de la Real Sociedad Menéndez Pelayo Archivado el 31 de agosto de 2018 en Wayback Machine.. Fue uno de los principales impulsores de los Estudios Africanos en España, socio fundador, Secretario General y Presidente de Honor de la Asociación Española de Africanistas, y director de la Revista de Estudios Africanos.

## Biografía
Carlos González Echegaray, perteneciente a una familia con varios miembros destacables por sus aportes a la cultura y descendiente del antropólogo e historiador Carmelo Echegaray, estudió la licenciatura en Filosofía y Letras en la Universidad de Salamanca (1951). Fue miembro del Cuerpo Facultativo de Archiveros y Bibliotecarios y trabajó en las Bibliotecas Universitarias de Salamanca y en la Menéndez Pelayo de Santander. En 1952 comenzó a recoger materiales en la entonces Guinea española para estudiar la morfología y sintaxis de la lengua bujeba, que se convertiría en su tesis doctoral, presentada en la Universidad de Madrid. El trabajo, publicado por el Instituto de Estudios Africanos en 1960, fue innovador por la falta de estudios similares en España y tiene gran importancia documental, al desaparecer prácticamente esta lengua bantú de la región litoral de Río Muni en años posteriores. Durante sus seis años de estancia en Guinea, recogió materiales de las lenguas y culturas autóctonas, cuyos resultados darán lugar a una obra de referencia sobre Guinea Ecuatorial, sus Estudios guineos, en dos volúmenes, uno dedicado a la filología y otro a la etnología. Es recordado también como prologuista y editor de la obra de Leoncio Evita, Cuando los combes luchaban (1953), considerada la primera novela de la literatura hispanoafricana y guineana en lengua española, dentro de una etapa denominada colonial o del consentimiento, que adopta en parte la perspectiva del colonizador.
A su vuelta a España en 1955, fue nombrado director del Archivo de la Biblioteca de la Diputación Foral de Bizkaia, de la que hizo un exhaustivo catálogo, y fue profesor de la Universidad de Deusto hasta 1966. A lo largo de los años setenta, publicó numerosos estudios sobre la mitología vasca y el euskera en varias publicaciones periódicas del País Vasco. En enero de 1980 dejó la Subdirección General de Bibliotecas para ser nombrado Director de la Hemeroteca Nacional de España en sustitución de Fernández-Pousa, fundador y primer director de esta, que se había jubilado en diciembre de 1979. En 1984 llevó a cabo el traslado previsto de la Hemeroteca Nacional a su nueva sede, en el Palacio del Marqués de Perales de la calle Magdalena de Madrid. En 1974 publicó una Historia de África, que fue considerada en el momento la primera puerta abierta en España a la investigación de un tema «casi virgen». En palabras de Juan Balansó, esta Historia de África «viene a llenar con la obra de referencia un vacío en la bibliografía española».

## Líneas de investigación
Sus líneas de trabajo fundamentales fueron la lingüística y etnología bantúes, la historia de África subsahariana, la biblioteconomía y hemerología, así como los estudios sobre el País Vasco y su cultura. Entre sus obras africanistas, destacan los ensayos Estudios Guineos, Morfología y sintaxis de la lengua bujeba, Historia del África negra y Etnohistoria y culturas bantúes. Además de un reconocido africanista, fue un notable especialista en la bibliografía española de la época que va de la Ilustración a Fernando VII, publicando decenas de artículos en revistas y volúmenes colectivos. Dentro de sus tareas como bibliotecónomo, descuella la confección de sus exhaustivos catálogos: la Colección de documentos inéditos de la Guerra de la Independencia (1959); el Catálogo de la colección del príncipe Luis Luciano Bonaparte (1962), el Catálogo de Periódicos y revistas de la Guerra de la Independencia y del reinado de Fernando VII (1981), denominado desde entonces «colección González Echegaray», etc.